# Västerås folkhögskola

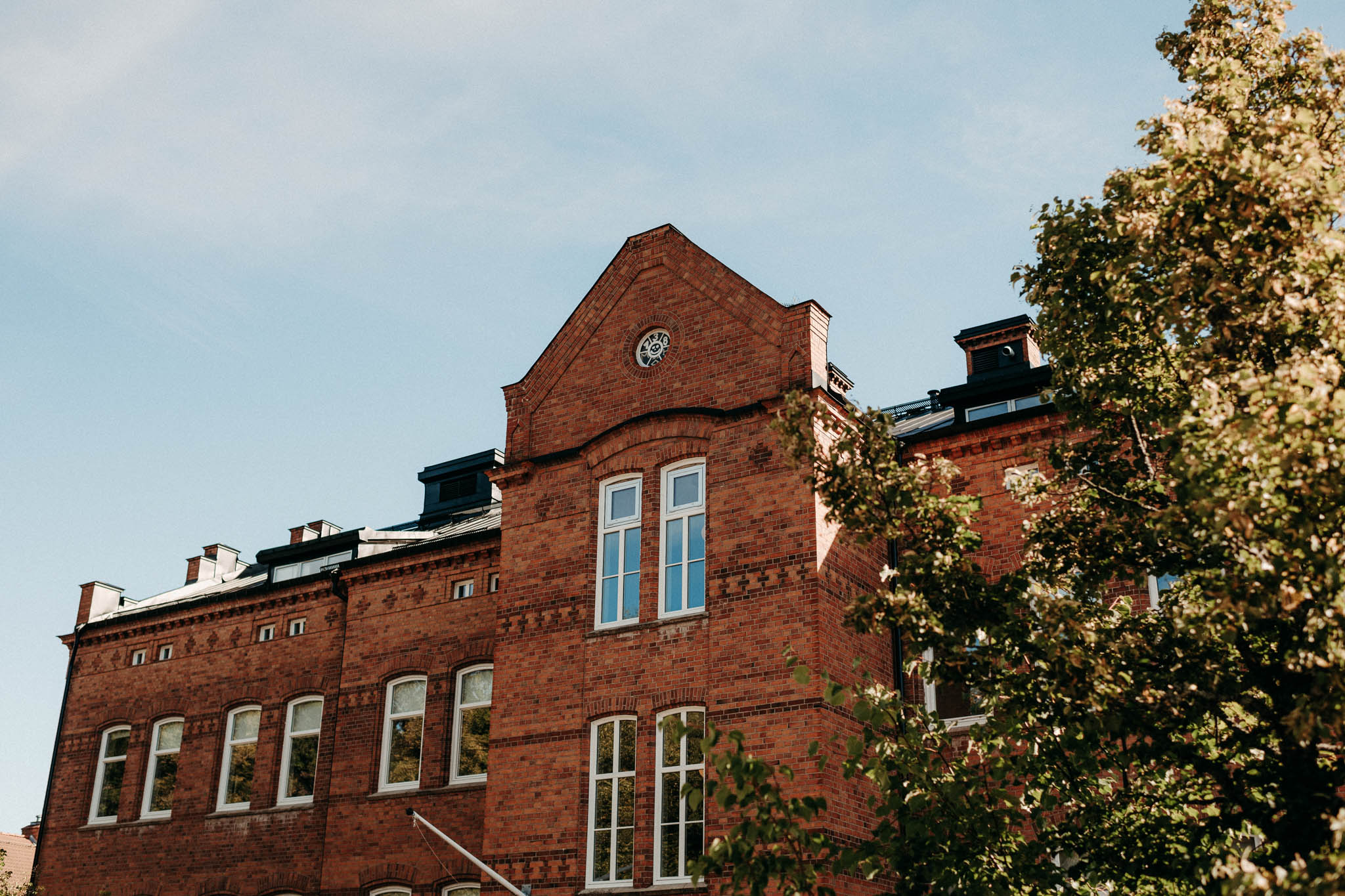
Västerås folkhögskola, i gamla Djäknebergsskolan

Västerås folkhögskola ligger nära Västerås centrum vid foten av Djäkneberget. Skolan grundades 1997 och drivs som en ideell förening. 

## Skolans huvudmän
Skolans huvudmän är ABF Västerås, ABF Västmanland, ABF Västra Västmanland, LO-distriktet i Mellansverige, Hyresgästföreningen Aros Gävle, IF Metall Mälardalen, Riksbyggen region öst och Handelsanställdas förbund avd 18.

## Kursutbud vid Västerås folkhögskola

### Allmän kurs på grundskolenivå
Allmän kurs på grundskolenivå är folkhögskolans motsvarighet till grundskolan. Längden på studierna är ett till två år beroende på förkunskaper. Kursen kan ge motsvarande grundskolebehörighet.  

### Allmän kurs på gymnasienivå
Allmän kurs på gymnasienivå] är folkhögskolans motsvarighet till gymnasiet. Längden är ett till tre år beroende på förkunskaper. Kursen kan ge motsvarande gymnasiebehörighet. Efter slutförda studier får deltagaren ett studieomdöme från 1 till 4. Studieomdömet kan användas för att söka in till högskolor och universitet genom en speciell folkhögskolekvot. 

### Allmän kurs på distans
På allmän kurs på distans sker undervisningen på gymnasienivå. Undervisningen sker utan fysiska träffar. Dator, webbkamera, hörlurar, mikrofon och internetuppkoppling är obligatoriskt material som deltagarna själva ansvarar för. Kursens upplägg är mycket lik den allmänna kursen med högskoleinriktning.

### Fritidsledarutbildningen
Fritidsledarutbildningen är en tvåårig eftergymnasial yrkesutbildning. 

### Lärar- och elevassistentutbildningen
Lärar- och elevassistent]utbildningen är en ettårig yrkesutbildning. Antagningskravet är grundskola eller motsvarande.

### Studiemotiverande folkhögskolekurs (SMF)
Västerås folkhögskola har även studiemotiverande folkhögskolekurs (SMF), eller inspirationskursen som den också kallas, är för personer som är inskrivna på Arbetsförmedlingen och saknar fullständiga grundskole- eller gymnasiebetyg. Kursen är 13 veckor.

### Hästsportens folkhögskola
I samarbete med Svenska Ridsportförbundet, Svensk Galopp och Svenska Travsportens Centralförbund ger Västerås folkhögskola en allmän kurs.

## Filial i Köping
Västerås folkhögskola bedriver en filial i Köping som kallas Folkhögskolan i Köping. Där går det att läsa allmän kurs och studiemotiverade folkhögskolekurs (SMF).

## Filial på Bäckby
Västerås folkhögskola har haft en filial på stadsdelen Bäckby i Västerås, under namnet Folkhögskolan på Bäckby. Där bedrev skolan två yrkesutbildningar: fritidsledarutbildningen och lärar- och elevassistentutbildningen.